# Лесковачке мажореткиње
Лесковачке мажореткиње су прва мажоретска група у Србији основана 2001. године. 

## Историја
Лесковачке мажореткиње формиране су јуна 2001. године као прва мажоретска група у Србији. Почетне кореографије рађене су по угледу на мажоретске групе са грчког острва Крф. Група је током претходних година имала преко 100 гостовања у градовима Србије и у иностранству. Најчешће наступају у пратњи блех и променадних оркестара.
Оне су једно од заштитних обележја Лесковца и Јужне Србије, јединствене по својој појави и изузетно атрактивне за медије и публику. Редован су учесник свих значајних туристичко-културно-спортских дешавања у Лесковцу, Србији и окружењу.
На државном првенству и Интернационалном фестивалу мажореткиња и брас бендова 2009. године освојиле су све главне награде.

## Фотографије са наступа у Лесковцу
- Наступ великих мажореткиња у Лесковцу, 2015.
- Наступ великих мажореткиња у Лесковцу, 2015. године
- Наступ средњих мажореткиња у Лесковцу, 2015. године
- Наступ средњих мажореткиња у Лесковцу, 2015. године
- Мале и средње мажореткиње у Лесковцу, 2015. године
- Наступ малих мажореткиња у Лесковцу, 2015. године
- Мале мажореткиње у Лесковуц, 2017. године
- Мале мажореткиње у Лесковцу, 2017. године